# 坂本眞一 (実業家)
坂本 眞一（さかもと しんいち、1940年（昭和15年）2月19日 - 2014年（平成26年）1月14日）は、日本の鉄道実業家。北海道旅客鉄道（JR北海道）の社長や会長、北海道経済連合会副会長などを歴任したが、北海道観光振興機構初代会長在任中自殺した。

## 人物
東京都出身。北海道大学工学部土木工学科を卒業後に1964年（昭和39年）、旧国鉄に入社。1979年2月東京第三工事局次長、1983年4月大阪鉄道管理局施設部長、1985年4月総裁室調査役、1985年7月経営計画室計画主幹、1987年3月北海道旅客鉄道株式会社設立準備室分室付となる。
1987年（昭和62年）4月、日本国有鉄道の分割民営化に伴う北海道旅客鉄道の発足にともない取締役鉄道事業本部営業部長に就任する。1990年3月鉄道事業本部営業本部長、1990年6月開発本部長、1991年6月常務取締役開発本部長、1993年6月専務取締役総合企画本部長などを歴任し、1996年（平成8年）6月に第2代社長に就任した 。その後は2003年（平成15年）から代表取締役会長、2006年から取締役会長、2007年（同19年）から取締役相談役、2008年から相談役を務める。『北の零年』（2005年東映）の企画者である。
2004年（平成16年）から北海道経済連合会副会長、2006年（平成18年）から北海道経済同友会代表幹事を歴任している。2008年（平成20年）には社団法人北海道観光振興機構初代会長に就任。
2014年1月15日8時20分ごろ、北海道余市郡余市町の余市港100mの沖合にて死体となって浮いているところを海上自衛隊によって発見された。14日17時頃に秘書が車で札幌市内の自宅に送り届け、翌15日朝に秘書が自宅に迎えに行ったが不在で連絡が取れなくなっていたため、警察に通報した。坂本の自家用車が余市港の岸壁で発見されており、自殺とみられる。JR北海道の社長経験者では、2011年9月に当時の社長を務めた中島尚俊が自殺をしている。